# Diabeł (film 1985)
Diabeł – polski film obyczajowy z 1985 w reżyserii Stanisława Różewicza zrealizowany na podstawie opowiadania Guya de Maupassanta. Jest to produkcja krótkometrażowa (film trwa 28 minut).

## Obsada
- Wanda Łuczycka jako Rapetowa
- Bogusław Sochnacki jako Józef
- Franciszka Tomaszewska  jako matka Józefa
- Janusz Paluszkiewicz jako ksiądz
- Wojciech Ziętarski jako felczer
- Sylwia Wysocka jako młoda kobieta
- Jacek Wrzosek jako chłopiec

## Fabuła
Stara gospodyni jest umierająca. Jej syn zajęty pracami w gospodarstwie wynajmuje kobietę, aby czuwała przy matce, aż do jej śmierci. Ma ona otrzymać zapłatę w ustalonej z góry wysokości, która ma nie ulec zmianie, bez względu na to ile dni będzie żyła staruszka. Kobieta chce jak najszybciej zdobyć obiecane pieniądze, więc stara się przyspieszyć śmierć swojej podopiecznej. Przebiera się za diabła.